# Tabanocella conciliatrix
Tabanocella conciliatrix är en tvåvingeart som beskrevs av Travassos Dias 1960. Tabanocella conciliatrix ingår i släktet Tabanocella och familjen bromsar.
Artens utbredningsområde är Angola. Inga underarter finns listade i Catalogue of Life.